# Gorenje Skopice
Gorenje Skopice este o localitate din comuna Brežice, Slovenia, cu o populație de 160 de locuitori.